# Las Estrellas
Las Estrellas (ou XEW-TDT e anteriormente Canal 2) é uma rede de televisão comercial aberta mexicana de propriedade do Grupo Televisa. Sua primeira transmissão oficial foi em 21 de março de 1951. O canal transmite em sinal aberto em todo o território mexicano por meio de uma rede de 129 emissoras próprias, 2 emissoras afiliadas e 1 emissora multiprogramação.
A Las Estrellas é considerada o canal de televisão com maior audiência em território mexicano e é o principal canal do Grupo Televisa. É canal nacional de televisão mexicana mais antiga, sendo sua estação de origem, XEW-TV, a segunda estação mais antiga do México, atrás apenas da XHTV-TDT.
Sua programação consiste principalmente em novelas, concursos de televisão, programas de comédia, programas esportivos e noticiários. Nos fins de semana, veicula filmes, reality shows, programação infantil, eventos especiais (shows, prêmios) e ocasionalmente, os episódios finais das principais Telenovelas (transmitidos simultaneamente para as principais emissoras da rede Regional Televisa). Além disso, nos finais de semana são transmitidos jogos importantes do futebol mexicano e em algumas ocasiões, eventos de boxe. Em maio de 2017, a tendência de streaming de filmes internacionais foi adicionada.

## História
Foi ao ar pela primeira vez em 21 de março de 1951, na Cidade do México. Na época, existia na cidade apenas o Canal 4 XHTV, hoje também parte da Televisa. A concessão da emissora foi dada para a empresa Televimex, de Emilio Azcárraga Vidaurreta.
Sua primeira transmissão foi de uma partida de baseball, com a participação de Roberto De la Rosa (cameraman), Roberto Kenny (produtor), Germán Adalid (assistente) e Pedro Septien "El mago" (narração).
O canal, inicialmente, fica instalado no prédio do Televicentro que ainda estava em obras, bem perto do centro histórico da capital mexicana.
A empresa General Electric é que forneceu os primeiros técnicos que tornaram possível o funcionamento do canal.
Utiliza o indicativo de chamada XEW-TV, pois pertencia na época de sua fundação, e ainda hoje, ao mesmo grupo dono das rádios XEW-AM e XEW-FM.

### Logo

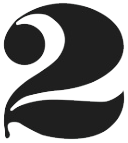
Logótipo Canal 2 de 1968 a 1982
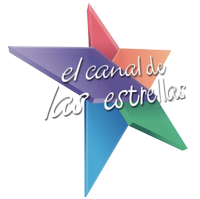
Logótipo El Canal de las Estrellas de 1993  a 1994
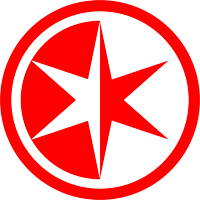
Logótipo El Canal de las Estrellas de 1997 a 2008
Logótipo Canal de las Estrellas de 2008 a 2016
Logótipo Las Estrellas desde 2016

### Presença no Brasil
O Canal de Las Estrellas Internacional já esteve presente no Brasil, na década de 1990, exibindo conteúdo mexicano consagrado para os latino-americanos residentes no país. A emissora atuou nas operadoras de cabo Multicanal e TVA. Em 2012, voltou a operar no Brasil, através da GVT TV, mas em 2013 cancelou o canal. O Las Estrellas Internacional voltou a estar presente no Brasil em 2019 através da plataforma de streaming Guigo TV, que também possui em sua programação o canal TLN (conhecido pela sua programação dublada em português). No Brasil, o SBT costuma exibir muitas das telenovelas e das séries produzidas pelo Las Estrellas, dubladas em português.

## Retransmissão na televisão aberta
No México, por disposição oficial, o canal virtual atribuído a este canal é o 2.1, com excepção do XHUAA-TDT, ao qual foi atribuído o canal 19.1 a título provisório, devido ao facto de o canal virtual 2.1 estar a ser utilizado por estações nos Estados Unidos, cujos sinais chegam ao México, impedindo a sua utilização.
| Distintivo | Canal digital | População                                                                                     |
| ---------- | ------------- | --------------------------------------------------------------------------------------------- |
| XHACN-TDT  | 32            | Acaponeta e Tecuala, Nayarit.                                                                 |
| XHAP-TDT   | 32            | Acapulco, Guerrero.                                                                           |
| XHAPT-TDT  | 17            | Agua Prieta, Sonora.                                                                          |
| XHTM-TDT   | 36            | Altzomoni, México. Pachuca, Hidalgo. Puebla, Puebla. Cuernavaca, Morelos. Tlaxcala, Tlaxcala. |
| XHAPN-TDT  | 25            | Apatzingán, Michoacán.                                                                        |
| XHTEC-TDT  | 23            | Armería, Colima.                                                                              |
| XHATJ-TDT  | 36            | Atotonilco, Jalisco.                                                                          |
| XHANT-TDT  | 32            | Autlán, Jalisco.                                                                              |
| XHSVT-TDT  | 35            | Caborca, Sonora.                                                                              |
| XHCPA-TDT  | 34            | Campeche, Campeche.                                                                           |
| XHCNS-TDT  | 34            | Cananea, Sonora.                                                                              |
| XHCCN-TDT  | 21            | Cancún, Quintana Roo.                                                                         |
| XHCRT-TDT  | 18            | Cerro Azul, Veracruz.                                                                         |
| XHCHF-TDT  | 27            | Chetumal, Quintana Roo.                                                                       |
| XHFI-TDT   | 26            | Chihuahua, Chihuahua.                                                                         |
| XHCK-TDT   | 20            | Chilpancingo, Guerrero.                                                                       |
| XHCIC-TDT  | 34            | Cintalapa, Chiapas.                                                                           |
| XHAMC-TDT  | 34            | Ciudad Acuña, Coahuila.                                                                       |
| XHWDT-TDT  | 35            | Ciudad Allende, Coahuila.                                                                     |
| XHCHC-TDT  | 36            | Ciudad Camargo, Chihuahua.                                                                    |
| XHCBC-TDT  | 30            | Ciudad Constitución, Baja California Sur.                                                     |
| XHCCH-TDT  | 36            | Ciudad Cuauhtémoc, Chihuahua.                                                                 |
| XEW-TDT    | 32            | Cidade do México e área metropolitana (México, D. F.).                                        |
| XHCDC-TDT  | 22            | Ciudad del Carmen, Campeche.                                                                  |
| XHDEH-TDT  | 33            | Ciudad Delicias, Chihuahua.                                                                   |
| XHCHM-TDT  | 21            | Ciudad Hidalgo, Michoacán.                                                                    |
| XHBU-TDT   | 33            | Ciudad Jiménez, Chihuahua.                                                                    |
| XEPM-TDT   | 29            | Ciudad Juárez, Chihuahua.                                                                     |
| XHMAC-TDT  | 29            | Ciudad Madera, Chihuahua.                                                                     |
| XHMBT-TDT  | 34            | Ciudad Mante, Tamaulipas.                                                                     |
| XHCDV-TDT  | 30            | Ciudad Valles, San Luis Potosí.                                                               |
| XHTK-TDT   | 31            | Ciudad Victoria, Tamaulipas.                                                                  |
| XHCV-TDT   | 24            | Coatzacoalcos, Veracruz.                                                                      |
| XHBZ-TDT   | 16            | Colima, Colima.                                                                               |
| XHCMZ-TDT  | 23            | Comitán de Domínguez, Chiapas.                                                                |
| XHCOQ-TDT  | 30            | Cozumel, Quintana Roo.                                                                        |
| XHBT-TDT   | 23            | Culiacán, Sinaloa.                                                                            |
| XHDI-TDT   | 21            | Durango, Durango.                                                                             |
| XHEBC-TDT  | 26            | Ensenada, Baja California.                                                                    |
| XHEFT-TDT  | 21            | Escárcega, Campeche.                                                                          |
| XHFRT-TDT  | 27            | Frontera, Tabasco.                                                                            |
| XHGA-TDT   | 24            | Guadalajara e área metropolitana, Jalisco.                                                    |
| XHGST-TDT  | 20            | Guaymas, Sonora.                                                                              |
| XHGWT-TDT  | 26            | Guerrero Negro, Baja California Sur.                                                          |
| XHHES-TDT  | 23            | Hermosillo, Sonora.                                                                           |
| XHHPT-TDT  | 26            | Hidalgo del Parral, Chihuahua.                                                                |
| XHHLO-TDT  | 31            | Huajuapan, Oaxaca.                                                                            |
| XHHUC-TDT  | 32            | Huehuetán/Acapetahua, Chiapas.                                                                |
| XHIGG-TDT  | 26            | Iguala, Guerrero.                                                                             |
| XHIOC-TDT  | 21            | Isla Socorro, Colima.                                                                         |
| XHIMN-TDT  | 23            | Islas Marías, Nayarit.                                                                        |
| XHIZG-TDT  | 27            | Ixtapa-Zihuatanejo, Guerrero.                                                                 |
| XHJZT-TDT  | 22            | Jalpa, Zacatecas.                                                                             |
| XHPAO-TDT  | 21            | Juchitán e Palma Sola, Oaxaca.                                                                |
| XHLBU-TDT  | 25            | La Barca, Jalisco.                                                                            |
| XHLPT-TDT  | 28            | La Paz, Baja California Sur.                                                                  |
| XHLUT-TDT  | 30            | La Rosita Villagrán, Tamaulipas.                                                              |
| XHUBT-TDT  | 31            | La Venta, Tabasco.                                                                            |
| XHLBT-TDT  | 30            | Lázaro Cárdenas, Michoacán.                                                                   |
| XHLGT-TDT  | 27            | León, Guanajuato.                                                                             |
| XHBS-TDT   | 25            | Los Mochis, Sinaloa. Ciudad Obregón, Sonora.                                                  |
| XHLRM-TDT  | 31            | Los Reyes de Salgado, Michoacán.                                                              |
| XHMST-TDT  | 21            | Magdalena de Kino, Sonora.                                                                    |
| XHMTS-TDT  | 29            | Matehuala, San Luis Potosí.                                                                   |
| XHOW-TDT   | 25            | Mazatlán, Sinaloa.                                                                            |
| XHBM-TDT   | 34            | Mexicali, Baja California.                                                                    |
| XHMIO-TDT  | 23            | Miahuatlán, Oaxaca.                                                                           |
| XHMOT-TDT  | 35            | Monclova, Coahuila.                                                                           |
| XHX-TDT    | 23            | Monterrey e área metropolitana, Nuevo León. Saltillo, Coahuila.                               |
| XHNOZ-TDT  | 23            | Nochistlán, Zacatecas.                                                                        |
| XHNOS-TDT  | 17            | Nogales, Sonora.                                                                              |
| XHRDC-TDT  | 23            | Nueva Rosita, Coahuila.                                                                       |
| XHNCG-TDT  | 27            | Nuevo Casas Grandes, Chihuahua.                                                               |
| XHLAR-TDT  | 29            | Nuevo Laredo, Tamaulipas.                                                                     |
| XHBN-TDT   | 29            | Oaxaca, Oaxaca.                                                                               |
| XHOCC-TDT  | 32            | Ocosingo, Chiapas.                                                                            |
| XHOCH-TDT  | 15            | Ojinaga, Chihuahua.                                                                           |
| XHOMT-TDT  | 26            | Ometepec, Guerrero.                                                                           |
| XHPAC-TDT  | 22            | Parras de la Fuente, Coahuila.                                                                |
| XHSEN-TDT  | 18            | Peñitas, Nayarit.                                                                             |
| XHPNT-TDT  | 30            | Piedras Negras, Coahuila.                                                                     |
| XHPNO-TDT  | 32            | Pinotepa Nacional, Oaxaca.                                                                    |
| XHPAT-TDT  | 36            | Puerto Ángel, Oaxaca.                                                                         |
| XHPET-TDT  | 31            | Puerto Escondido, Oaxaca.                                                                     |
| XHPDT-TDT  | 22            | Puerto Peñasco, Sonora.                                                                       |
| XHPVT-TDT  | 36            | Puerto Vallarta, Jalisco.                                                                     |
| XHPUM-TDT  | 25            | Puruándiro, Michoacán.                                                                        |
| XHZ-TDT    | 32            | Querétaro, Querétaro.                                                                         |
| XHTAM-TDT  | 28            | Reynosa, Tamaulipas.                                                                          |
| XHSAM-TDT  | 14            | Sahuayo e Jiquilpan, Michoacán.                                                               |
| XHBVT-TDT  | 35            | San Buenaventura, Chihuahua.                                                                  |
| XHSCC-TDT  | 16            | San Cristóbal de las Casas, Chiapas.                                                          |
| XHSFT-TDT  | 25            | San Fernando, Tamaulipas.                                                                     |
| XHSJT-TDT  | 27            | San José del Cabo, Baja California Sur.                                                       |
| XHSLA-TDT  | 31            | San Luis Potosí e Rio Verde, San Luis Potosí.                                                 |
| XHLRT-TDT  | 32            | San Luis Río Colorado, Sonora.                                                                |
| XHSAC-TDT  | 34            | Santa Bárbara, Chihuahua.                                                                     |
| XHATV-TDT  | 35            | Santiago Tuxtla, Veracruz.                                                                    |
| XHSOZ-TDT  | 18            | Sombrerete, Zacatecas.                                                                        |
| XHSZT-TDT  | 32            | Soto la Marina, Tamaulipas.                                                                   |
| XHTAT-TDT  | 29            | Tamazunchale, San Luis Potosí.                                                                |
| XHGO-TDT   | 17            | Tampico, Tamaulipas.                                                                          |
| XHAA-TDT   | 23            | Tapachula, Chiapas.                                                                           |
| XHTGG-TDT  | 34            | Tecpan, Guerrero.                                                                             |
| XHTET-TDT  | 30            | Tenosique, Tabasco.                                                                           |
| XHTEN-TDT  | 28            | Tepic, Nayarit.                                                                               |
| XHUAA-TDT* | 22            | Tijuana, Baja California.                                                                     |
| XHTLZ-TDT  | 25            | Tlaltenango, Zacatecas.                                                                       |
| XHTOL-TDT  | 19            | Toluca, México.                                                                               |
| XHWVT-TDT  | 32            | Tonalá, Chiapas.                                                                              |
| XHO-TDT    | 20            | Torreón, Coahuila.                                                                            |
| XHTWH-TDT  | 34            | Tulancingo, Hidalgo.                                                                          |
| XHTUA-TDT  | 29            | Tuxtla Gutiérrez, Chiapas.                                                                    |
| XHURT-TDT  | 30            | Uruapan, Michoacán.                                                                           |
| XHVTT-TDT  | 32            | Valladolid, Yucatán.                                                                          |
| XHVAZ-TDT  | 22            | Valparaíso, Zacatecas.                                                                        |
| XHVAC-TDT  | 28            | Venustiano Carranza, Chiapas.                                                                 |
| XHVFC-TDT  | 26            | Villaflores, Chiapas.                                                                         |
| XHVIZ-TDT  | 32            | Villahermosa, Tabasco.                                                                        |
| XHAH-TDT   | 17            | Xalapa (Las Lajas), Veracruz.                                                                 |
| XHBD-TDT   | 16            | Zacatecas, Zacatecas. Aguascalientes, Aguascalientes.                                         |
| XHZAP-TDT  | 20            | Zacatlán, Puebla.                                                                             |
| XHZMT-TDT  | 29            | Zamora, Michoacán.                                                                            |
| XHZIM-TDT  | 36            | Zinapécuaro, Michoacán.                                                                       |
| XHZMM-TDT  | 25            | Zitácuaro, Michoacán.                                                                         |

*Estações com canal virtual 19.1.

### Outras estações no México
| Distintivo | Canal digital | Canal virtual | População                       | Notas |
| ---------- | ------------- | ------------- | ------------------------------- | --- |
| XHFM-TDT   | 24            | 2.1           | Veracruz, Veracruz              | Estação Tele Ver, propriedade da Televisa. É um retransmissor a tempo inteiro de Las Estrellas através de multiprogramação. |
| XHBF-TDT   | 27            | 2.1           | Navojoa, Sonora                 | Televisa, através da sua sociedade holding, Televisión Independiente de México, é a empresa controladora com 51% das acções da concessionária, Televisora de Navojoa, S.A. de C.V. Os restantes 49% são detidos pelos accionistas Guillermo Silva Alemán e Celsa Sánchez de Silva.              |
| XHTP-TDT   | 30            | 2.1           | Mérida, Yucatán                 | Televisa, através da sua sociedade holding, Televisión Independiente de México, juntamente com o Consorcio Garlav de Grupo SIPSE, é proprietária da concessionária desta estação, Televisora Peninsular, S.A. de C.V... Televisa é a empresa controladora com 51% das acções, SIPSE tem 32,98%. |
| XHKW-TDT   | 16            | 2.1           | Morelia, Michoacán              | Filiado em Las Estrellas até 31 de Dezembro de 2021. Estação propriedade do Grupo MarMor, também conhecida como TV MarMor. |
| XEPM-TDT   | 29            | 2.2           | Ciudad Juárez, Chihuahua        | Las Estrellas El PasoEmite programação local e comerciais para a área de El Paso, Texas, EUA. |
| XERV-TDT   | 19            | 9.1           | Reynosa e Matamoros, Tamaulipas | XERV 9. Utiliza a identidade/logotipo de Las Estrellas mas a sua programação é local. A estação XHTAM-TDT é o retransmissor a tempo inteiro de Las Estrellas para a área de Reynosa e Matamoros.                                                                                                |

## Programação

### Telenovelas
Reprises
- La fea más bella - (10 de março de 2025 - presente) 16h30 p.m mx

Inéditas
- Regalo de amor - (23 de junho de 2025 - presente) 18h30 p.m mx
- Monteverde - (16 de junho de 2025 - presente) 20h30 p.m mx
- Amanecer - (7 de julho de 2025 - presente) 21h30 p.m mx

Próximas
- Una familia con suerte[2] - (6 de outubro de 2025) 16h30 p.m mx
- Los hilos del pasado [3] - (outubro de 2025) 21h30 p.m mx
- Papás por siempre [4] - (outubro de 2025) 20h30 p.m mx
- Asignatura Pendiente [5] [6] - (novembro de 2025) 18h30 p.m mx
- Doménica Montero -  (janeiro de 2026) 21h30 p.m mx
- Hermanas, Un Amor Compartido - (2026) [7]

### Séries
Inéditas
- La rosa de Guadalupe - (segunda a sábado)
- El príncipe del barrio - (aos domingos)
- Una familia de diez (aos domingos)
- Vecinos (aos domingo)
- Tal para cual (aos domingos)

Reprises
- El Chavo del Ocho (segunda a sexta)
- Como dice el dicho (aos sábados)
- El Chapulín Colorado (aos sábados)
- Esta historia me suena (aos sábados)
- Sin miedo a la verdad (aos sábados)
- Nosotros los guapos (aos domingos)

## Las Estrellas Internacional
A Televisa Networks gera o sinal internacional do Las Estrellas. Este sinal apresenta programas próprios, produzidos exclusivamente pela Televisa.
Existem dois sinais internacionais:
- Las Estrellas Latinoamérica: transmitido para a América Central, Caribe, América do Sul, Estados Unidos e Canadá.
- Las Estrellas Europa: (Até 2006: Galavisión Europa), sinal enviado para a Europa, Turquia, Norte de África, Austrália e Nova Zelândia.